# 1340 км
1340 км (баш. 1340 км) — упразднённое в 2005 году поселение (тип: железнодорожная казарма) в Туймазинском районе Республики Башкортостан Российской Федерации. Входил на год упразднения в состав Тюменяковского сельсовета. Проживали татары (1972).
Имел Код ОКАТО:80251870001, Код ОКТМО:80651470101

## География
Находилась железнодорожная казарма линии Акбаш — Чишмы Куйбышевской железной дороги в пригородной зоне города Туймазы.

### Географическое положение
Расстояние (по данным на 1 июля 1972 года) до:
- районного центра (Туймазы): 5 км,
- центра сельсовета (Тюменяк): 16 км,
- ближайшей ж/д станции (Туймазы): 5 км.

## История
Исключён из учётных данных согласно Закону Республики Башкортостан от 20 июля 2005 года № 211-з «О внесении изменений в административно-территориальное устройство Республики Башкортостан в связи с образованием, объединением, упразднением и изменением статуса населённых пунктов, переносом административных центров».